# نان غراي
نان غراي (بالإنجليزية: Nan Grey)‏ (مواليد 25 يوليو 1918 في هيوستن - الوفاة 25 يوليو 1993 في سان دييغو)، هي ممثلة أمريكية بدأت مسيرتها الفنية عام 1934.

## الأعمال
- ثلاث فتيات ذكيات 1936

## انظر ايضاً
- جورج توبياس

## وصلات خارجية
- نان غراي على موقع IMDb (الإنجليزية)
- نان غراي على موقع ديسكوغز (الإنجليزية)
- نان غراي على موقع قاعدة بيانات الفيلم (الإنجليزية)